# توزیع پیشین

توزیع احتمال پیشین

در آمار، توزیع احتمال پیشین (به انگلیسی: Prior probability distribution) یک کمیت احتمالاتی مانند {\displaystyle q} (که مثلاً میزان رای به یک نامزد انتخابات را مدل می‌کند) یک توزیع احتمالاتی است که میزان عدم قطعیت یک فرد را در مورد آن کمیت قبل از مشاهده داده نشان می‌دهد. کمیت احتمالاتی می‌تواند پارامتر یا متغیر نهان باشد.
با استفاده از قضیه بیز می‌توان احتمال پیشین را در درستنمایی داده مشاهده‌شده ضرب و پس از نرمالیزه کردن توزیع احتمال پسین را به‌دست‌آورد. احتمال پیشین کاملاً به نظر متخصص داده و آگاهی قبلی او در مورد داده بستگی دارد.